# Stefan Savić
Stefan Savić (* 8. Januar 1991 in Mojkovac, SFR Jugoslawien) ist ein montenegrinischer Fußballspieler, der bevorzugt auf der rechten Abwehrseite spielt.

## Karriere

### Verein
Savić begann seine Karriere 2009 bei BSK Borča in der zweiten serbischen Liga. Nach einer weiteren Saison wechselte er, nach guten Leistungen, zum Ligakonkurrenten Partizan Belgrad. Im Sommer 2011 wechselte er für eine Ablösesumme von sechs Millionen Euro zu Manchester City. Am ersten Spieltag der Saison 2011/2012 bestritt er gegen Swansea City sein erstes Spiel in der Premier League. Am 31. August 2012 wechselte Savić zum italienischen Erstligisten AC Florenz. Im Gegenzug wechselte der serbische Nationalspieler Matija Nastasić nach Manchester.
Zur Saison 2015/16 wechselte Savić in die spanische Primera División zu Atlético Madrid. Er erhielt einen Fünfjahresvertrag bis zum 30. Juni 2020; im Gegenzug wechselte Mario Suárez nach Florenz.
Mitte 2024 wechselte er zum türkischen Club Trabzonspor.

### Nationalmannschaft
Sein erstes Länderspiel für Montenegro bestritt er am 11. August 2010 in einem Freundschaftsspiel gegen Nordirland. Am 10. August 2011 konnte er in einem Freundschaftsspiel gegen Albanien seine ersten beiden Länderspiel-Tore erzielen.